# Francisco Núñez Olivera
Francisco Núñez Olivera (Bienvenida, 13 de desembre de 1904 - Ídem, 29 de gener de 2018), va ser un supercentenari espanyol que als 113 anys i 48 dies es va convertir en l'home viu de més edat d'Espanya i Europa, i l'home viu més ancià del món des de la mort de Yisrael Kristal l'11 d'agost de 2017. També va ser el veterà més antic de la Guerra Civil espanyola.

## Biografia
Francisco va néixer el 13 de desembre de 1904 a Extremadura (Espanya). Va ser conegut com a «Marchena», un malnom que li van posar quan un noi el va confondre amb el famós cantant espanyol Pepe Marchena. Quan tenia 19 anys, es va unir a l'exèrcit i es va dirigir al Marroc per combatre a la Guerra del Rif.
A Núñez Olivera li van extreure un ronyó quan tenia 90 anys i li van fer una operació de cataractes a l'edat de 98 anys. Va tenir 4 fills, 9 nets i 14 besnets, tots amb vida en el moment del seu 110è aniversari. També tenia una germana que estava viva amb 91 anys en el seu 110è aniversari.
Va morir el 29 de gener de 2018 per causes naturals